# Nikolai Michailovich Albov
Nikolai Michailovich Albov  (1866 – 1897 ) foi um botânico russo.